# ドゥルディ・バイラモフ
ドゥルディ・バイラモフ（トルクメン語: Durdy Baýramow、ロシア語: Дурды Байрамов、英語: Durdy Bayramov、1938年4月14日～2014年2月14日）は、「トルクメン・ソビエト社会主義共和国人民芸術家」という最高の称号を与えられた美術家・教育者である。トルクメン語での名字は「バイラム」で、「バイラモフ」は旧ソ連時代にスラブ系言語の接尾語「ov」が加えられたロシア語名である。「バイラム」はトルクメン語などのテュルク系言語で「祝」を意味する。

## 幼少期と教育
1938年4月14日、当時ソビエト社会主義共和国連邦の構成共和国の一つであったトルクメン・ソビエト社会主義共和国のバイラマリーで誕生。幼いころに両親を亡くし、セルダル（旧称ギジル＝アルバト）の孤児院に引き取られるまでホームレスの孤児として暮らしていた。孤児院でも飢えに耐え、第二次世界大戦や戦後の混乱に伴う苦難を経験しながら育つ。その後、美術の才能を見出され、教師たちの支援を受けながら画家としてひとり立ちする。最初に師事したのは、アシガバードのショタ・ルスタヴェリトルクメン国立美術大学で教えていたロシア人画家のゲンナジー・ブラセンソフである。ブラセンソフは長年にわたってバイラモフを指導し、二人は生涯を通じて深い友情で結ばれた。ブラセンソフが若いバイラモフを描いた肖像画『若きサッカー選手』は、モスクワの 国立トレチャコフ美術館に収蔵されている   バイラモフはブラセンソフの肖像画を三点描いているが、なかでも1997年から98年にかけて制作された『最初の先生の肖像画』は有名である 
もう一人、バイラモフの人生と画家としてのキャリアに影響を及ぼしたのが、モスクワのスリコフ美術大学のドミトリ・モチャルスキー教授（ロシア人）である。バイラモフはこの著名なソ連の美術大学に1959年から65年まで在籍した。モチャルスキーは、旧ソビエト連邦の画家にとって最高の称号「ソ連人民芸術家」を授与されており、「種々の事象の中にある本質を見極める能力」が広く評価されている。 モチャルスキーはこのアプローチを、バイラモフなど数多くの生徒に伝授した。

## 経歴

### 1960年代
1965年に美術大学を卒業し、ソビエト連邦美術家同盟に所属して画家としてのスタートを切る。彼が最初に熱心に取り組んだのは風景画で、初期の作品（学生時代の習作を含む）の多くが批評家から高く評価された。なかでも有名となった『平和な大地』(1969)は、トルクメニスタン風景画の典型例だとされる。　
1966年に、愛するダニヤゴツェル（”ゴツェル”）イリアソヴァと結婚。バイラモフは生涯にわたって妻からインスピレーションを得て、彼女を主題とした作品を最も多く残した。『ゴツェル』と題するシリーズには、紙に描かれた彼女の肖像画53枚と彼女に捧げた花の絵4枚が含まれている。
1965年～68年、アシガバードのショタ・ルスタヴェリトルクメン国立美術大学で美術教師を務めた。

### 1970年代
バイラモフが最初に画家として得た名誉は、レーニン・コムソモール賞である（1970年にトルクメン・ソビエト社会主義共和国の同賞、1972年にソビエト連邦の同賞を受賞している）。 　1971年、トルクメン人初と思われるセルフポートレートを完成させる。この作品は当初は、モスクワのソビエト連邦美術家同盟の収蔵品であった。 
この頃、他のトルクメン人画家に先がけて 第二次世界大戦を主題として取り上げるようになる。作品『前線支援』は、自分の大切な持ち物を犠牲にしてもトルクメン兵士を支援しようする、愛国的な庶民女性を描いている。 
1971年から1973年まで、アシガバードのショタ・ルスタヴェリトルクメン国立美術大学に戻り、再び美術教師として若手の育成に励む。197年代半ばには、最も有名な『文化人』シリーズの制作を開始。20世紀後半から21世紀初頭にかけてトクルメン文化に貢献した人々を彼自身が選んで描いたもので、40年以上かけて、合計150人以上の肖像画を制作した。

### 1990年代
国の内外で成功を収め、名声を得たバイラモフは1991年、トルクメニスタンの芸術家にとって最高の称号であるトルクメニスタン人民芸術家の称号を授与される。1998年には、スロブ・クルバノフ、タヒル・サラホフ、トゥルグンバイ・サディコフ、エルボラット・トレバイなどの芸術家とともに、キルギスタンの国立芸術アカデミー会員に選出された。任命されるにあたってバイラモフは、首都ビシュケクの芸術アカデミーで開催された国際キルギスタンアカデミー会員展覧会に作品を提供した。 

### 2000年代
2000年からの10年間、バイラモフはトルクメニスタン国内および世界各国を旅行し、精力的に創作活動を行った。その中にはウクライナ（キエフ国立ロシア美術館、2000年）、ロシア（2003年）、タイ（2004年）、トルコ（2002年と2004年）、モルジブ（2004年）、アラブ首長国連邦（2003年から2007年にかけて何度も訪れた）、オランダ(2008年）、イタリア(2009年）、ベルギー(2010年）、フランス(2010年）等で開催した数多くの個展が含まれる。2008年、生誕70周年と創作活動50周年を記念する回顧展を2回、トルクメニスタンのアシガバードで開催し、また画家としての功績とトルクメニスタン文化への貢献を称える「祖国への愛に対する」メダルをトルクメニスタン大統領から授与された。

### 2010年代
2010年代に入っても創作意欲は衰えをみせず、2010年から2014年にかけて油絵を90点以上制作した。2012年、カナダに6か月滞在し、有名な『カナダの秋』という風景画のシリーズを描いた。2014年、北米初の展覧会をカナダのトロントで開催。   トロントでは、翌年の2015年に初の写真展『ドゥルディ・バイラモフの眼を通してー1960～80年代トルクメンの村の生活』が、ノヴァ・スコシア銀行主催の写真祭CONTACTの特別展として開催され、白黒写真が展示された。  それに合わせたカタログも、スミソニアン協会のアジア文化歴史プログラムの協力を得てドゥルディ・バイラモフ美術財団によって出版された。 　2015年、世界銀行アートプログラム主催・在米トルクメニスタン大使館後援による個展を、アメリカの首都ワシントンで開催。トルクメニスタンの独立24周年と永世中立国20周年を祝う式典とあわせて開会式が行われた。 

## 作風
ドゥルディ・バイラモフ は生涯に5,000点以上もの油絵や紙作品等を制作した。熱心な写真家でもあったが、写真はあくまでも絵画などの創作のためだと考えており、撮影された多数の作品が生前に公開されることはなかった。
　彼は主に、肖像画、静物画、風景画、コンポジションの４つのジャンルで創作活動を行ったが、中でもよく知られているのは肖像画で、すでに1975年には「彼（＝バイラモフ）は風俗画や風景画も描いているが、特に注目すべきは肖像画である」と評されており 、同年代の画家のなかでも「肖像画のジャンルでは比類なき存在」だとみなされていた。  バイラモフは、肖像を描く相手の内面深くに迫り、その魅力を引き出しながら、個性を多様にキャンバスに描き出した。描くにあたっては「どの人にもある内面のきらめきに常に注目する」と述べている。　彼がめざしたのは、コンテクストを見出した印象派、細部に目を向ける古典的リアリズム派、そしてトルクメニスタンのゆたかな伝統芸術の３つを調和させることで、相手の社会的、経済的、民族的背景にかかわらず、あらゆる職業の人々からインスピレーションを得て、村人から科学者まで、見知らぬ人から家族まで、そして子供から老人まで、さまざまな人々を描き出した。相手に共感し、心を通い合わせる能力によって彼はこのジャンルで成功したと言えるだろう。　
肖像画で有名になったものの、その静物画や風景画もまた高く評価されている。とくに花々は静物画のなかでも特別な存在であった。春になるとトルクメニスタンの丘を鮮やかに彩る赤いポピーの色や質感をとらえようと、彼は情熱を傾けた。静物画では果物もよく描いているが、それは祖国のゆたかな自然や果物へのあふれんばかりの愛を象徴している。好んで描いたのはリンゴ、メロン、ザクロなどだが、これらの果物は、göl（ギュル）と呼ばれる紋章を織り込んだトクルメンの伝統的な絨毯やフェルトの敷物keche の模様としても使われている。

## 死と遺産
2014年2月、ドゥルディ・バイラモフは肝臓がんと診断され、その月の14日に亡くなった。 遺族は妻のゴツェル・バイラモファ、４人の娘、７人の孫である。
2015年、バイラモフの美術・教育遺産の振興を図るために、カナダのトロントにドゥルディ・バイラモフ 美術財団が設立され、　 財団はその使命をさらに追求するために、トロントにバイラモフ美術館を開設した。この美術館は、バイラモフ作品の世界最大のコレクションを所有し、常設展や特別展を開催している。
現在、ドゥルディ・バイラモフは中央アジアで最も重要な画家だと広く認められており、彼の作品は下記のような世界各地の美術館、ギャラリー、文化施設に展示され、また個人のコレクションにも加えられている。
- ドゥルディ・バイラモフ美術財団（カナダ、トロント）
- アルテ・マイスター絵画館（ドイツ、ドレスデン）
- トルクメニスタン国内各地の美術館
  - アシガバード
  - マリ
  - テュルクメナバード
  - バルカナバード
- ロシア各地の美術館
  - 国立トレチャコフ美術館[21]  （モスクワ）
  - 国立東洋美術館 （モスクワ）
  - カレリア共和国美術館（ペトロザヴォーツク）
  - コムソモリスク・ナ・アムーレ美術館（コムソモリスク・ナ・アムーレ）
  - 沿海地方国立美術館（ウラジオストク）
  - チュメニ地域美術館（チュメニ）
- 国立芸術アカデミーのT. サディコフ美術館（キルギス、ビシュケク）
- ウズベキスタン国立美術館（ウズベキスタン、タシュケント）
- キエフ国立ロシア美術館（ウクライナ、キエフ）
- ルハーンスク地域美術館（ウクライナ、ルガンスク）
- クミトフ美術館（ウクライナ、クミトフ）

## 個展
- 2016年 カナダ、トロント、イスマイルセンター、「カナダにおけるトルクメン古典音楽デー」の一環として開催
- 2016年 トルクメニスタン、アシガバード、トルクメニスタン国立運輸通信研究所の主催で文化省、教育 省、アシガバードの各美術館が後援する「遺産称賛年―祖国を変える」の一環として開催 [22]
- 2016年 アメリカ、ワシントンDC、在米トルクメニスタン大使館
- 2015年 アメリカ、ワシントンDC、世界銀行アートプログラム
- 2015年 カナダ、トロント、『ドゥルディ・バイラモフの眼を通してー1960～80年代トルクメンの村の生活』（初の写真展）
- 2014年 カナダ、トロント、『私の人生は芸術のもの、芸術は人々のもの』
- 2013年 生誕７５周年記念個展
- 2008年 トルクメニスタン、アシガバード、美術家同盟展示場、生誕70周年と創作活動50周年を記念する回顧展
- 2008年 トルクメニスタン、アシガバード、アシガバード美術館
- 2003年 トルクメニスタン、アシガバード、アシガバード美術館
- 2000年 ウクライナ、キエフ、キエフ国立ロシア美術館
- 1998年 トルクメニスタン、アシガバード
- 1986年 ハンガリー、ブダペスト
- 1986年 トルクメン・ソビエト社会主義共和国、アシガバード、『アシガバード - クフナ・ウルゲンチ - アシガバード』
- 1986年 トルクメン・ソビエト社会主義共和国、アシガバード
- 1984年 ソビエト社会主義共和国連邦、ウリヤノフスク
- 1981年 ドイツ民主共和国（旧東独）、ベルリン
- 1980年 ソビエト社会主義共和国連邦、モスクワ
- 1978年 トルクメン・ソビエト社会主義共和国、アシガバード
- 1975年 ウクライナ・ソビエト社会主義共和国、キエフ
- 1971年 ドイツ民主共和国（旧東独）、ハレ（ザーレ）
- 1970年 トルクメン・ソビエト社会主義共和国、アシガバード、『インドを通って』

## 受賞と栄誉
- 2011年 「トルクメニスタンの独立20周年」記念メダル
- 2009年 トルクメニスタン芸術家同盟バイアシム・ニラリ賞
- 2008年 トルクメニスタン大統領「母国への愛に対する』メダル
- 1998年 キルギス共和国国立芸術アカデミー会員
- 1991年 トルクメン・ソビエト社会主義共和国人民芸術家
- 1984年 トルクメン・ソビエト社会主義共和国および共産党60周年記念コンテストで第2位とディプロマ賞を受賞
- 1980年 トルクメン・ソビエト社会主義共和国名誉芸術労働者
- 1978-1979年 トルクメン・ソビエト社会主義共和国絵画コンテスト第２位とディプロマ賞受賞
- 1975年 全国「女性の肖像画」コンテスト第3位とディプロマ賞（モスクワ）
- 1974年 ソ連国民経済達成博覧会金賞受賞（モスクワ）
- 1974年 トルクメン・ソビエト社会主義共和国最高会議および閣僚会議名誉賞
- 1974年 トルクメン・ソビエト社会主義共和国建国50周年記念コンテスト第２位およびディプロマ賞受賞
- 1972年 ソ連レーニン・コムソモール賞; ソ連若手芸術家全国展覧会名誉2位およびディプロマ賞受賞
- 1970年 トルクメン・ソビエト社会主義共和国 レーニン・コムソモール賞
- 1965年 トルクメン・ソビエト社会主義共和国最高会議名誉賞